# Verzweiflung (Munch)
Verzweiflung (norwegisch Fortvilelse, ursprünglich auch: Stimmung bei Sonnenuntergang bzw. Kranke Stimmung bei Sonnenuntergang, norwegisch (Syg) Stemning ved Solnedgang) ist ein Gemälde des norwegischen Malers Edvard Munch aus dem Jahr 1892. Es zeigt einen über ein Geländer gebeugten Mann unter einem roten Himmel und gilt als Vorstufe des bekannten Gemäldes Der Schrei. Munch stellte in dem Bild das eigene Erlebnis einer Angstattacke auf einem Spaziergang bei Sonnenuntergang dar. Zwei Jahre später wiederholte der Maler das Motiv unter demselben Titel und ersetzte die Vordergrundfigur durch ein Porträt seines Freundes Jappe Nilssen.

## Bildbeschreibung
Ein Mann mit Hut steht am Geländer einer Brücke, die diagonal nach links hinten führt, und starrt auf eine Fjordlandschaft mit Meeresbucht und Schiffen. Er ist im Profil dargestellt mit laut Matthias Arnold „leerem Gesicht“, in dem weder Augen, Mund noch Gesichtszüge gestaltet sind. Die Figur ist ganz in den Vordergrund gerückt an den unteren Bildrand und die Oberfläche der Bildebene. Obwohl es keinen Sichtkontakt mit dem Betrachter gibt, dient sie nicht nur als Repräsentant des Malers, sondern auch als stimmungstragende Identifikationsfigur für den Betrachter. Dieser sieht die Szenerie aus einem erhöhten Blickwinkel, wodurch Weg und Geländer eine extreme Tiefenwirkung erhalten. Reinhold Heller spricht von einer scharfen, schwindelerregenden Perspektive, die den Raum durchschneidet und mit den flachen, mäandernden Linien der Landschaft kontrastiert. Ein figurativer Kontrast entsteht zwischen dem einzelnen Mann im Vordergrund und einem sich entfernenden Figurenpaar am linken Bildrand.
Einen dramatischen Ausdruck verleiht dem Bild die blutrote an eine Feuersbrunst erinnernde Wolkenformation, die sich über einem gelben Himmel wölbt. Zeitgenössische Kritiker zogen den Vergleich mit über Eigelb verschmiertem Tomatenketchup. Zwischen den leuchtenden Rottönen und dem herben Gelb schimmert an einigen Stellen die nackte weiße Leinwand durch. Ein schmaler Streifen fahlen Blaus bildet den oberen Rand. Es wird in kräftigeren Tönen in der Landschaft wiederholt, den Bergen, dem Fjord und der grünblauen Vegetation, sowie in den dunklen Kleidern der Figuren. Im Kragen des Mannes im Vordergrund, der sich über das braune Geländer lehnt, vereinen sich Spuren von Blau, Grün, Braun und Gelb. Neben dem Himmel ist sein Gesicht die einzige hell leuchtende Stelle im Bild; es nimmt die Rot- und Gelbfarben des Sonnenuntergangs auf und zieht so eine physische wie psychologische Verbindung zwischen Mensch und Himmelsstimmung.
Mit Ausnahme der scharfen Linien des Geländers und des ausgeprägten Umrisses der Figur im Vordergrund ist die Faktur des Bildes angelehnt an den Impressionismus. Die Farben werden in langen unverbundenen Pinselstrichen dick aufgetragen, so dass sie ineinanderlaufen und keine Farbe rein bleibt mit Ausnahme der pastos aufgetragenen „schreienden“ Rot- und Gelbtöne des Himmels. Laut Frank Høifødt kreieren die unruhigen, rastlosen Pinselstriche die atmosphärische Wirkung des Bildes.

## Entstehungsgeschichte

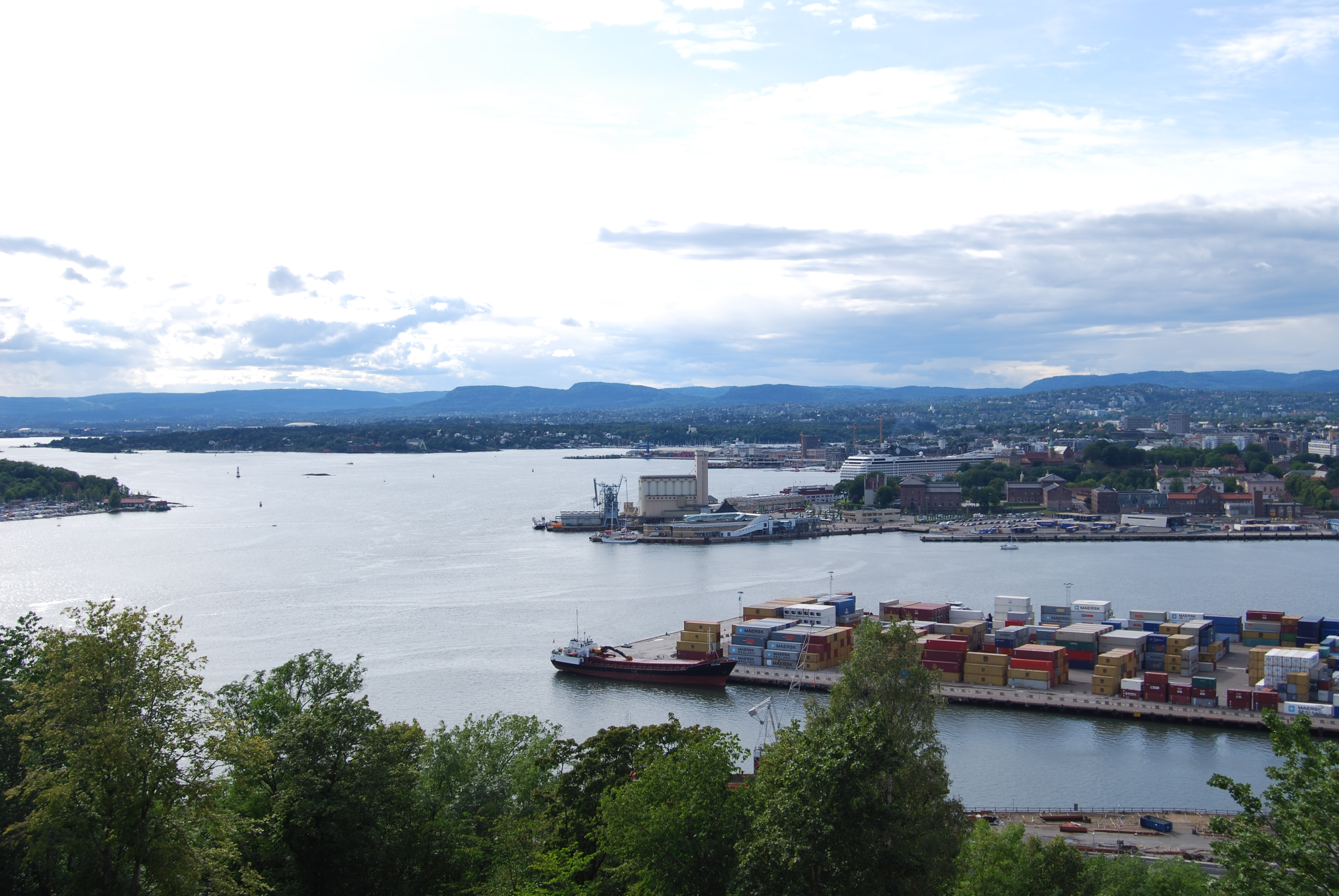
Blick vom Ekeberg auf den Oslofjord

Das Motiv Verzweiflung geht auf ein persönliches Erlebnis Edvard Munchs während seines Sommeraufenthalts in Norwegen zurück. Munch spazierte auf der Straße Ljabroveien, die an der Ostküste des Oslofjords von Oslo nach Nordstrand führte, als er laut Hans Dieter Huber „offenbar einen Moment persönlicher Verzweiflung durchlitt“. Noch im Winter 1891/92, als er mit seinem norwegischen Malerkollegen Christian Skredsvig Südfrankreich bereiste, beschäftigte Munch das Erlebnis. Skredsvig notierte: „Munch wollte bereits seit einiger Zeit einen Sonnenuntergang malen, an den er sich erinnerte. Rot wie Blut. Um genau zu sein: Es war geronnenes Blut. Doch nicht eine einzige andere Person würde es genauso sehen, wie er es gesehen hatte. Sie würden alle nur Wolken erkennen. Er redete bis zur Erschöpfung von diesem Sonnenuntergang und von der ungeheuren Angst, mit der dieser ihn erfüllt hatte.“ Obwohl Munch fürchtete, dass seine malerischen Mittel nicht ausreichten, sein Erlebnis künstlerisch zu verarbeiten, riet ihm Skredsvig zu dem Motiv zu.
In einer literarischen Skizze in seinem Violetten Tagebuch notierte Munch unter dem Datum „Nizza, 22.1.1892“: „Ich ging den Weg entlang mit zwei Freunden – die Sonne ging unter – der Himmel wurde plötzlich blutig rot – Ich fühlte einen Hauch von Wehmut – Ich stand, lehnte mich an den Zaun Todmüde – Ich sah hinüber […] die flammenden Wolken wie Blut und Schwert – den blauschwarzen Fjord und die Stadt – Meine Freunde gingen weiter – ich stand da zitternd vor Angst – und ich fühlte etwas wie einen großen, unendlichen Schrei durch die Natur“. Eine leicht veränderte Fassung des Textes findet sich am Rand einer mit Kohle und Öl angefertigten ersten Skizze von Verzweiflung. Noch während seines Aufenthalts in Nizza setzte Munch das Motiv im Frühjahr 1892 als Ölgemälde um. Es wurde erstmals vom 14. September bis 4. Oktober 1892 im Rahmen einer Retrospektive von Munchs Arbeiten in Kristiania, dem heutigen Oslo, ausgestellt. In den Katalogen trug es den Titel Stimmung bei Sonnenuntergang bzw. Kranke Stimmung bei Sonnenuntergang. Im Jahr 1904 erwarb der schwedische Unternehmer und Kunstsammler Ernest Thiel das Gemälde. Es wird heute in der von ihm gestifteten Thielska galleriet in Stockholm gezeigt.
Die Umsetzung seines Erlebnisses in Verzweiflung muss Munch nicht vollkommen zufriedengestellt haben. Gegenüber dem Dichter Emanuel Goldstein schrieb er: „Ja, meine Begabung bleibt hinter meinem Willen zurück.“ Über das Jahr 1892 experimentierte er weiter mit Skizzen zum Motiv. Zwei Federzeichnungen zeigen dabei eine Veränderung in der Position der Vordergrundfigur, die sich erstmals dem Betrachter zuwendet. Dies führte zu einer drastischen Änderung des Bildausdrucks: Aus einer besinnlichen Stimmung entwickelte sich der unmittelbare visuelle Ausdruck von Angst und Verzweiflung, den Munch vom Jahr 1893 an in vier Gemälden mit dem Titel Der Schrei umsetzte. Laut Hilde Zaloscer richtet sich die Figur nun im Stile eines „offenen Kunstwerks“ direkt an den Betrachter, das Subjekt verschmilzt mit dem Objekt des Schreis und hebt damit die klassische Funktion einer Darstellung in einem festen Raum-Zeit-Gefüge auf: „Hier schreit nicht ein bestimmter Mensch, hier schreit einer-für-alle, seine Existenzangst, seine Lebensangst und nimmt uns in die große Angst hinein.“

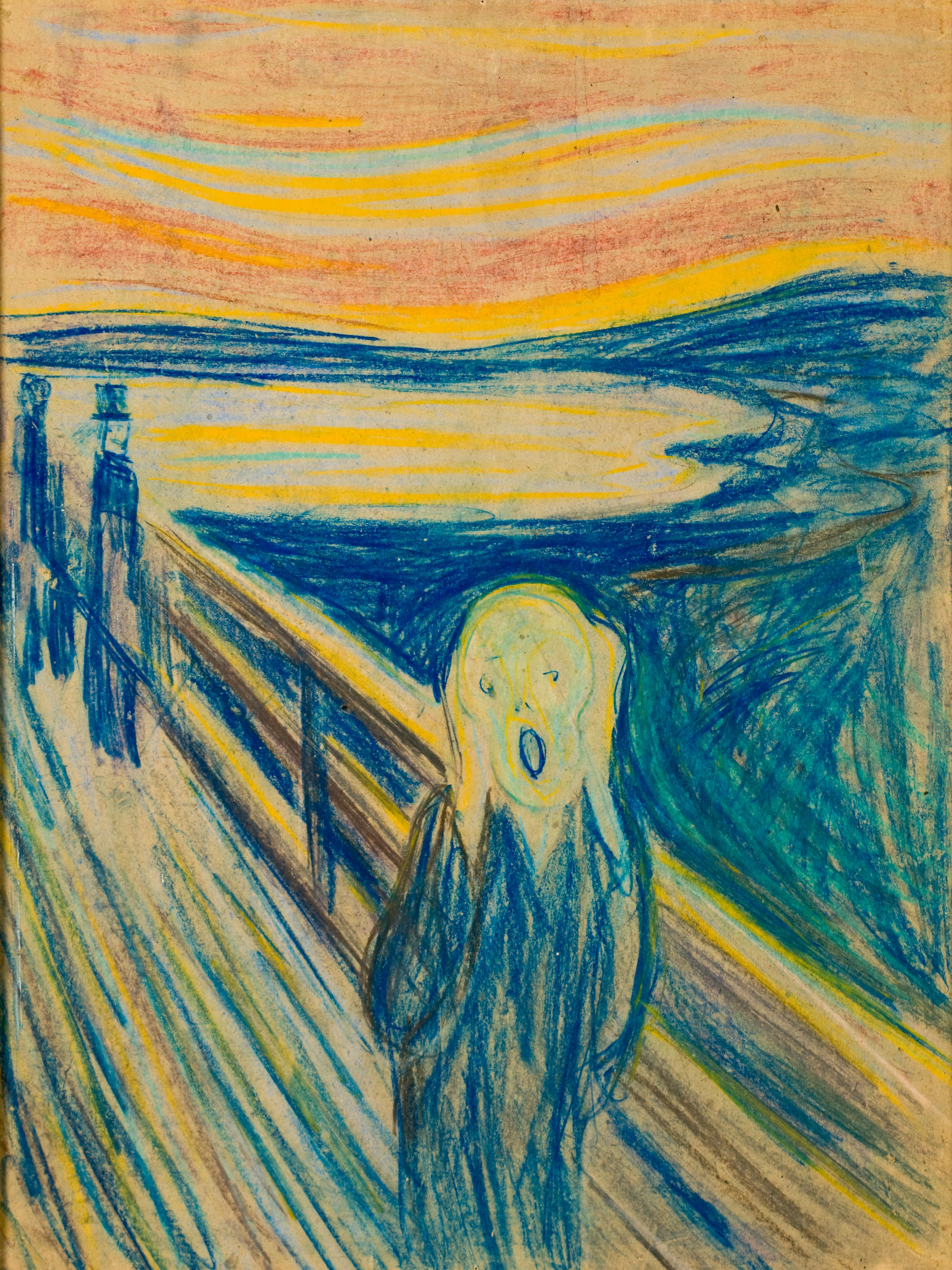
Der Schrei. Pastell auf Pappe, 1893, 74 × 56 cm, Munch-Museum Oslo
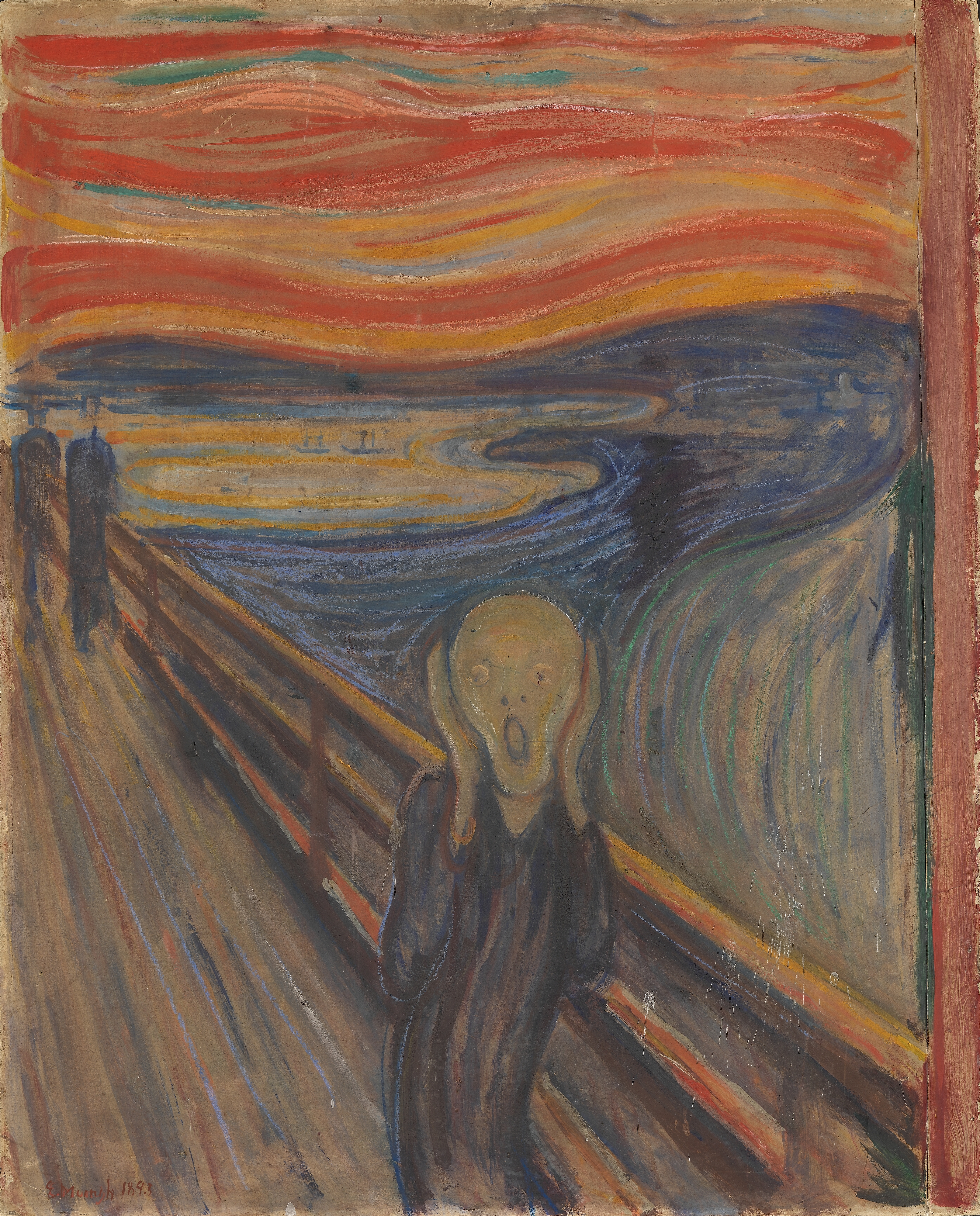
Der Schrei. Öl, Tempera und Pastell auf Pappe, 1893, 91 × 73,5 cm, Norwegische Nationalgalerie Oslo
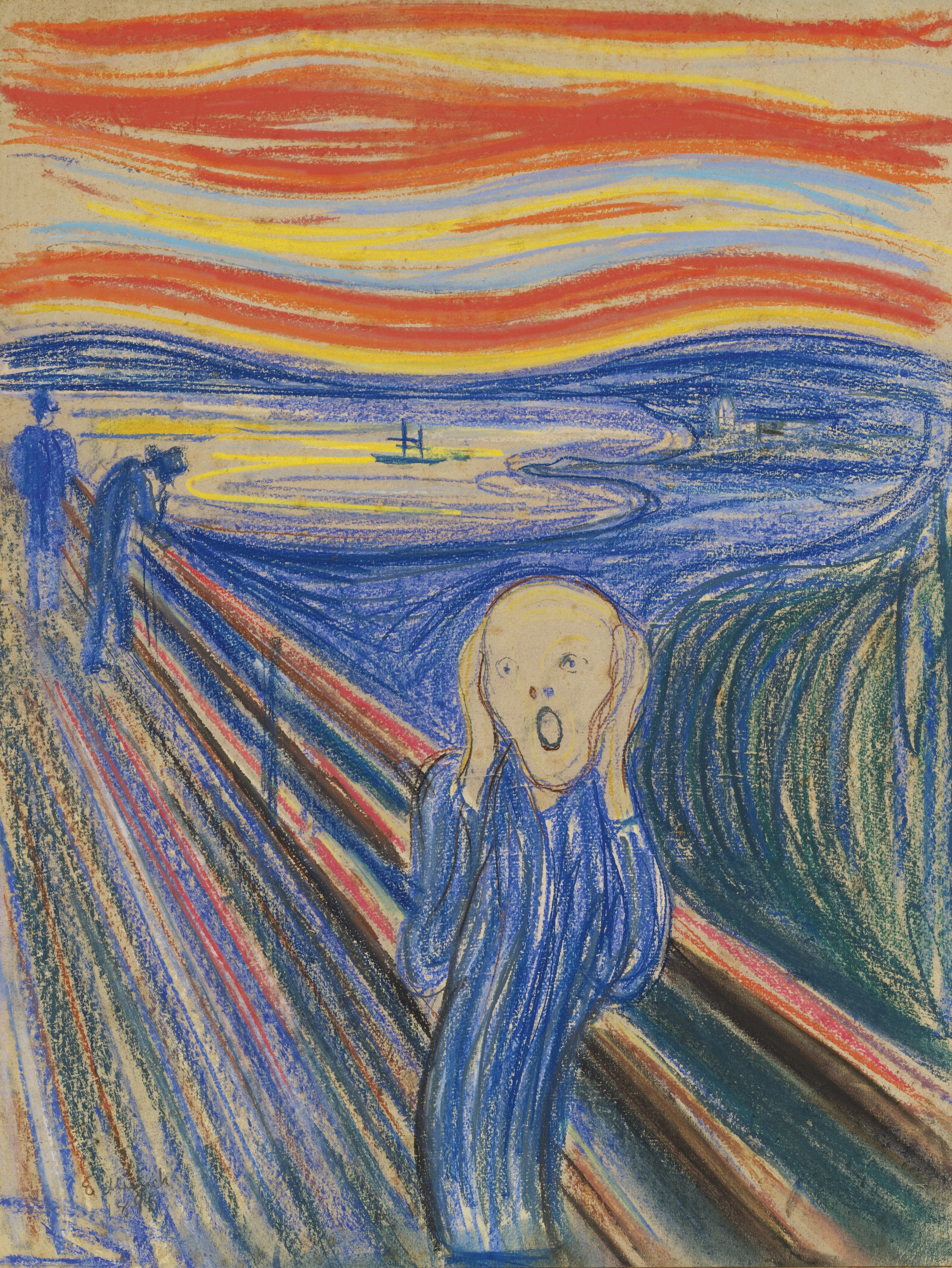
Der Schrei. Pastell auf Pappe, 1895, 79 × 59 cm, Privatbesitz
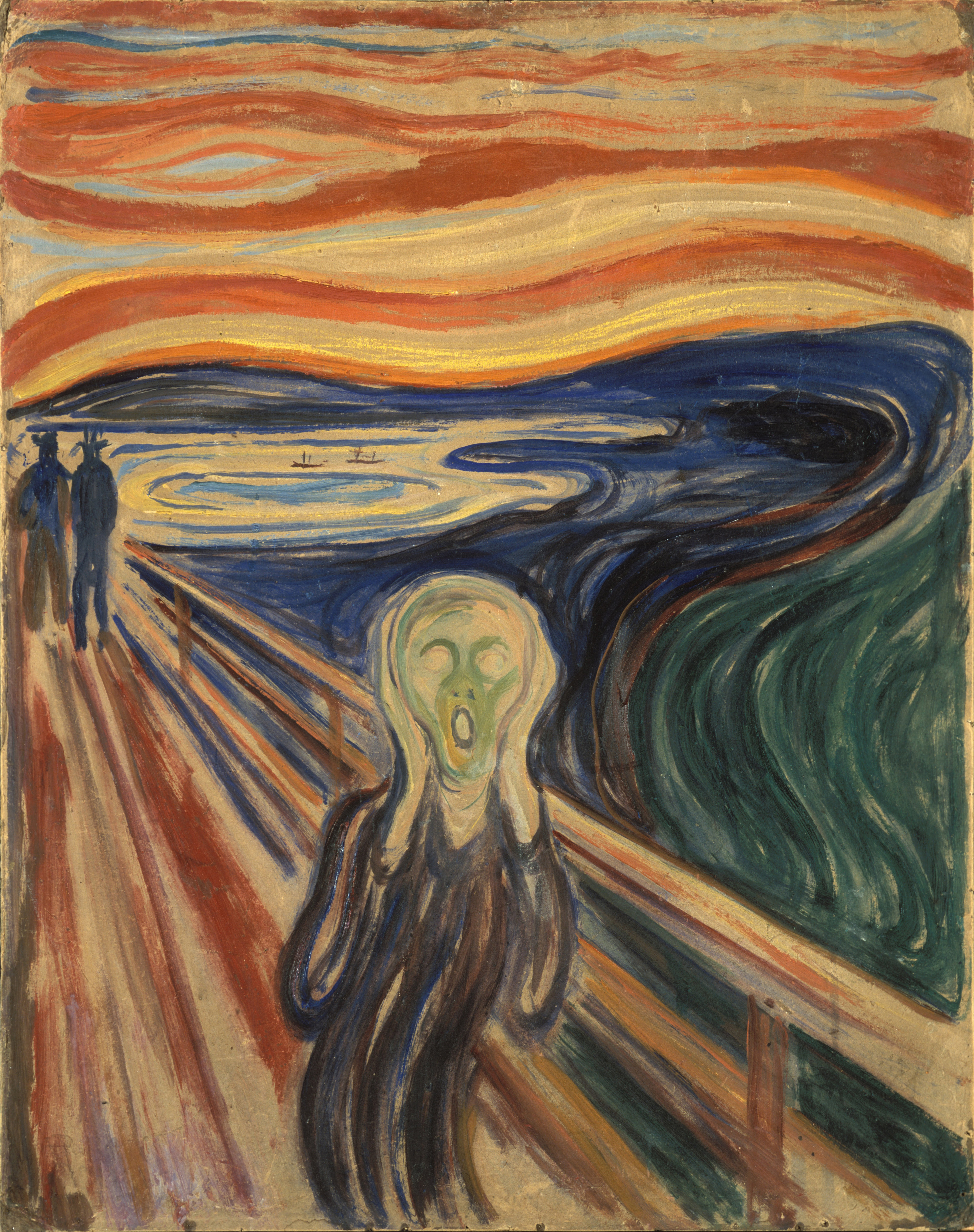
Der Schrei. Öl und Tempera auf Pappe, 1910, 83 × 66 cm, Munch-Museum Oslo

## Zweite Fassung
Auch nach der Fertigstellung des Schreis schloss Munch mit dem Motiv des Sonnenuntergangs auf der Brücke nicht ab, sondern verarbeitete wesentliche Elemente, die steil fallende Perspektive und den blutroten Himmel, in anderen Kompositionen. Im Jahr 1894 entstanden so die Bilder Angst und eine zweite Fassung von Verzweiflung. Während Munch in Angst die bereits in Abend auf der Karl Johans gate dargestellte Menschenmenge mit bleichen Gesichtern auf die Brücke und unter den Himmel des Schreis verfrachtete, ersetzte er in der Neufassung von Verzweiflung die Vordergrundfigur durch ein Porträt seines Freundes Jappe Nilssens, den er bereits in Melancholie in einer schwermütigen Pose dargestellt hatte.
Die neue Vordergrundfigur wendet sich von der Landschaft ab, blickt jedoch auch nicht frontal den Betrachter an wie im Schrei. Sie zeigt ein blasses, stilisiertes Gesicht mit dunkel umrandeten Augen. Die gebeugte Pose der Figur mit ihren ausdrucksstarken Augen findet sich auch in anderen Werken Munchs wieder, so in Die Frau in drei Stadien und Loslösung. Die Farben sind im Vergleich zum Vorgänger leuchtender. Streifen von gesättigtem Rot und Gelb bilden den Himmel. Starke schwarze Konturen heben sowohl die Figur als auch Elemente der Landschaft hervor. Ein neuer dominierender Farbton ist ein blasses Violett, das auch in Angst zu sehen ist. Die Brücke und das Geländer spiegeln das Licht des Sonnenuntergangs und akzentuieren so die fallende Diagonale. Das Bild wirkt flacher, dekorativer als die ursprüngliche Fassung mit ihrem impressionistischen Pinselstrich und erinnert Frank Høifødt eher an den Synthetismus Paul Gauguins.
Reinhold Heller hält die zweite Fassung von Verzweiflung für eine additive Komposition, die lediglich bekannte Schemata zusammenführt, ohne dabei die Qualität der Vorbilder zu erreichen. So ist die Wirkung weder die besinnliche Melancholie der ersten Fassung von Verzweiflung noch die Dynamik und Intensität des Schreis. Das Bild ging mit dem übrigen Nachlass nach Munchs Tod in den Besitz der Stadt Oslo über und wird heute im Munch-Museum Oslo gezeigt.

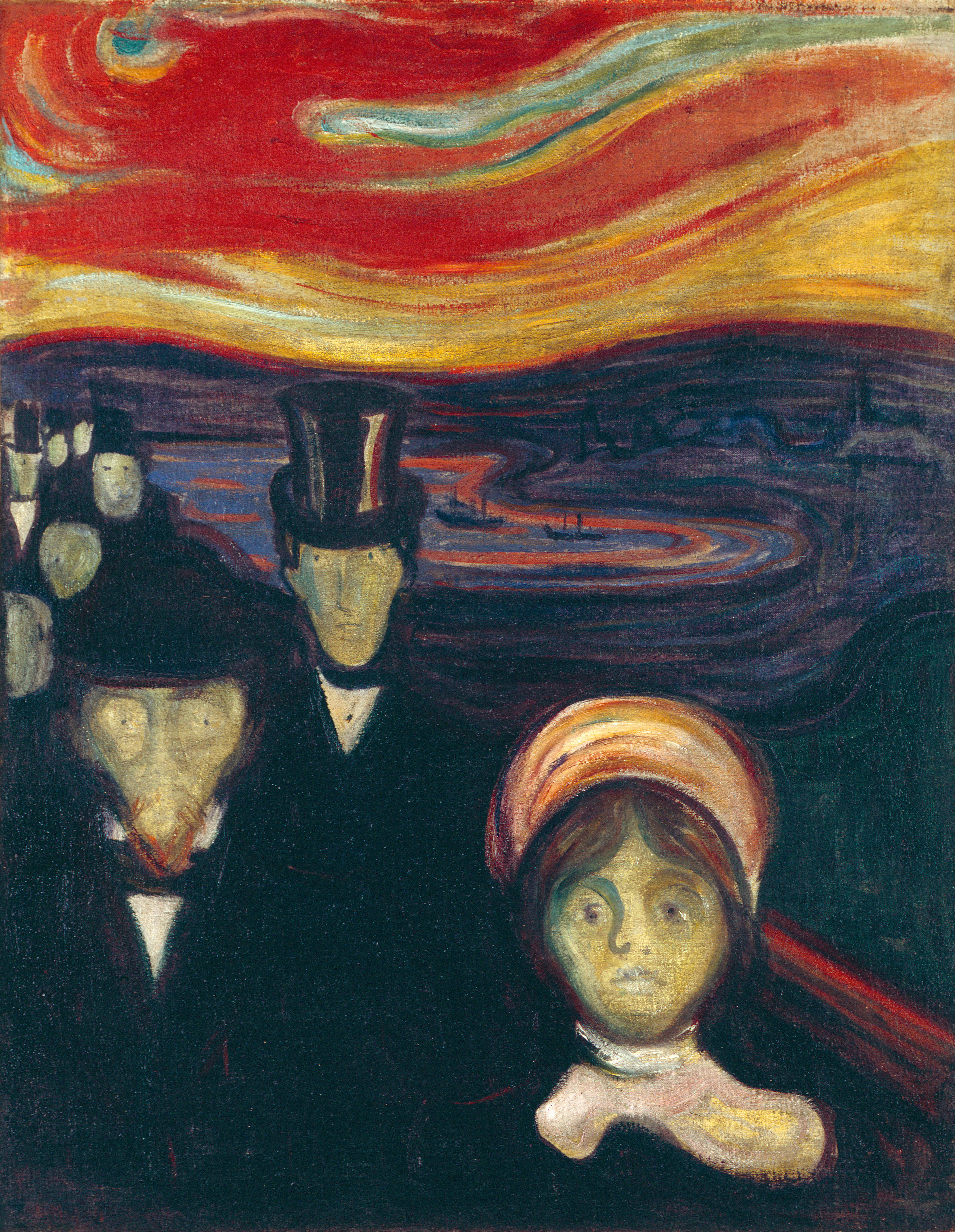
Angst. Öl auf Leinwand, 1894, 94 × 74 cm, Munch-Museum Oslo
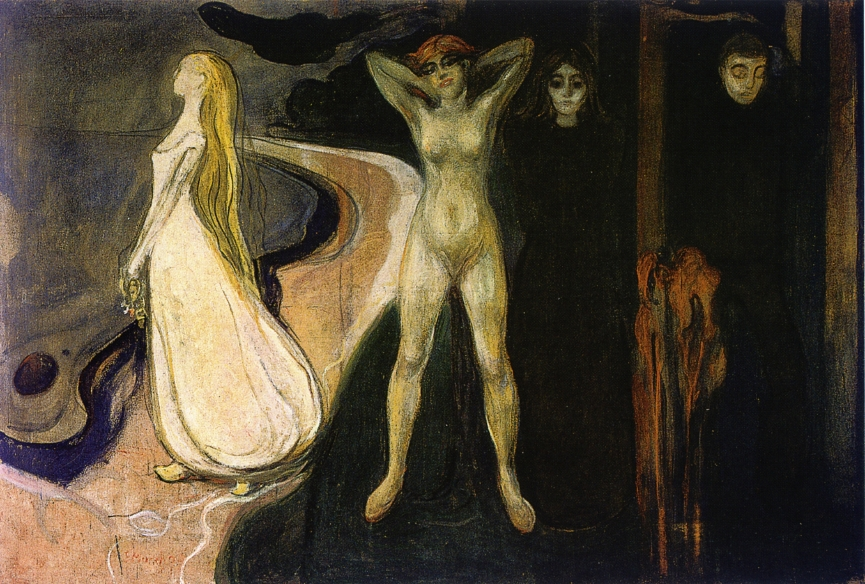
Die Frau in drei Stadien. Öl auf Leinwand, 1894, 164 × 250 cm, Kunstmuseum Bergen
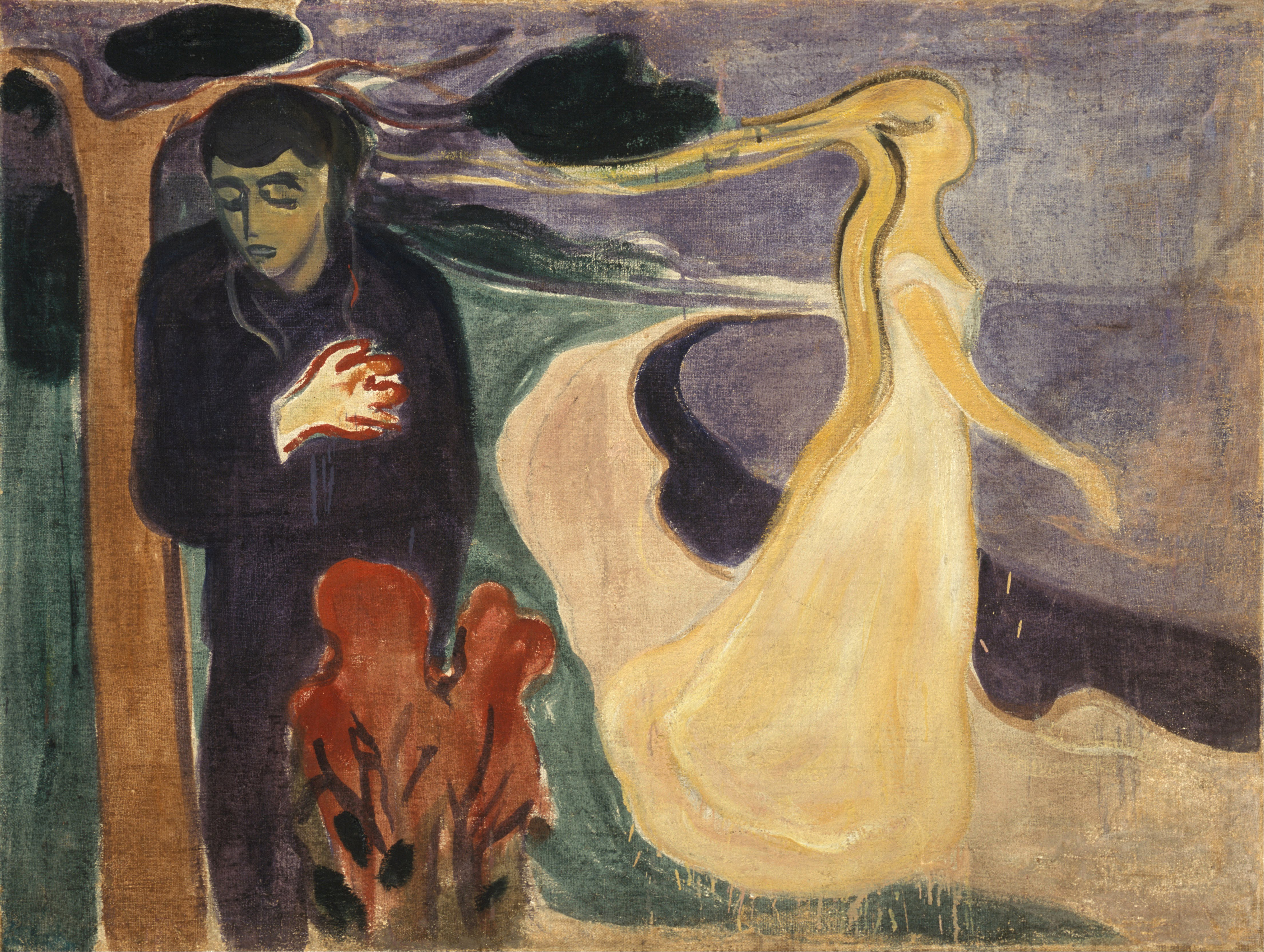
Loslösung. Öl auf Leinwand, 1896, 96,5 × 127 cm, Munch-Museum Oslo

## Interpretation

### Romantischer Weltschmerz
Reinhold Heller bezeichnet die erste Fassung von Verzweiflung als eine neo-romantische Szenerie, die – trotz des impressionistischen Malstils – auf Gestaltungsmittel der Romantik zurückgriff. So dient in romantischen Gemälden, etwa bei Caspar David Friedrich, häufig eine Vordergrundfigur als Alter Ego des Künstlers und gleichzeitig als Vermittlerfigur für den Betrachter, durch den dieser die Stimmung der Landschaft aufnehmen soll. Auch das Motiv eines grübelnden Mannes bei Sonnenuntergang ist romantisch geprägt. Es verleiht dem Bild eine Stimmung von nachdenklicher Traurigkeit, schläfriger Melancholie, lyrischem Weltschmerz.
Munch stand bei dem Gemälde technisch und kompositorisch noch ganz in der Tradition der norwegischen Malerei der 1880er Jahre, an der er sich in seiner frühen künstlerischen Entwicklung orientiert hatte. Moderne Einflüsse wie den impressionistischen Malstil nahm er auf, ohne daraus noch seine eigene Bildsprache zu entwickeln. Dies gelang ihm erst mit der Weiterentwicklung des Motivs zum Schrei, durch die er den Bogen zum Expressionismus schlug.

### Der Einzelne und die Anderen
In Munchs Werk findet sich häufig die Gegenüberstellung eines Vereinzelten mit einem Paar oder einer Gruppe, die die „Anderen“ symbolisieren, aus deren Gemeinschaft der Einzelne ausgeschlossen ist. Anfang der 1890er Jahre entstehen drei typische Motive: Melancholie mit dem grübelnden einsamen Mann am Strand, während sich – wie in Verzweiflung – ein Paar auf dem fernen Bootssteg befindet, das als Grund seiner Schwermut gelten kann. In Abend auf der Karl Johans gate bildet die Menschenmenge das Zentrum des Motivs, während ihr am Rand ein Einzelner entgegengeht. In Rue Lafayette ist es ganz wie in Verzweiflung eine steile Brüstung, die einen einzelnen Beobachter von der beobachteten Welt abtrennt. Während die Perspektive in der Pariser Straßenszene allerdings noch aufwärts führt und die Welt ein impressionistisch-fröhliches Menschengewimmel ist, hat die dunkle Natur, der sich der Mann in Verzweiflung zuwendet, eine lebensbedrohende Bedeutung erhalten. Die Grenze zwischen Brücke und Abgrund durchschneidet die Figur, sein Blick wird in die Tiefe gezogen. Die Natur dient hier als Verstärkung der existenziellen Bedrohung des Einzelnen, die Feuerzungen des Himmels gemahnen an die Apokalypse.

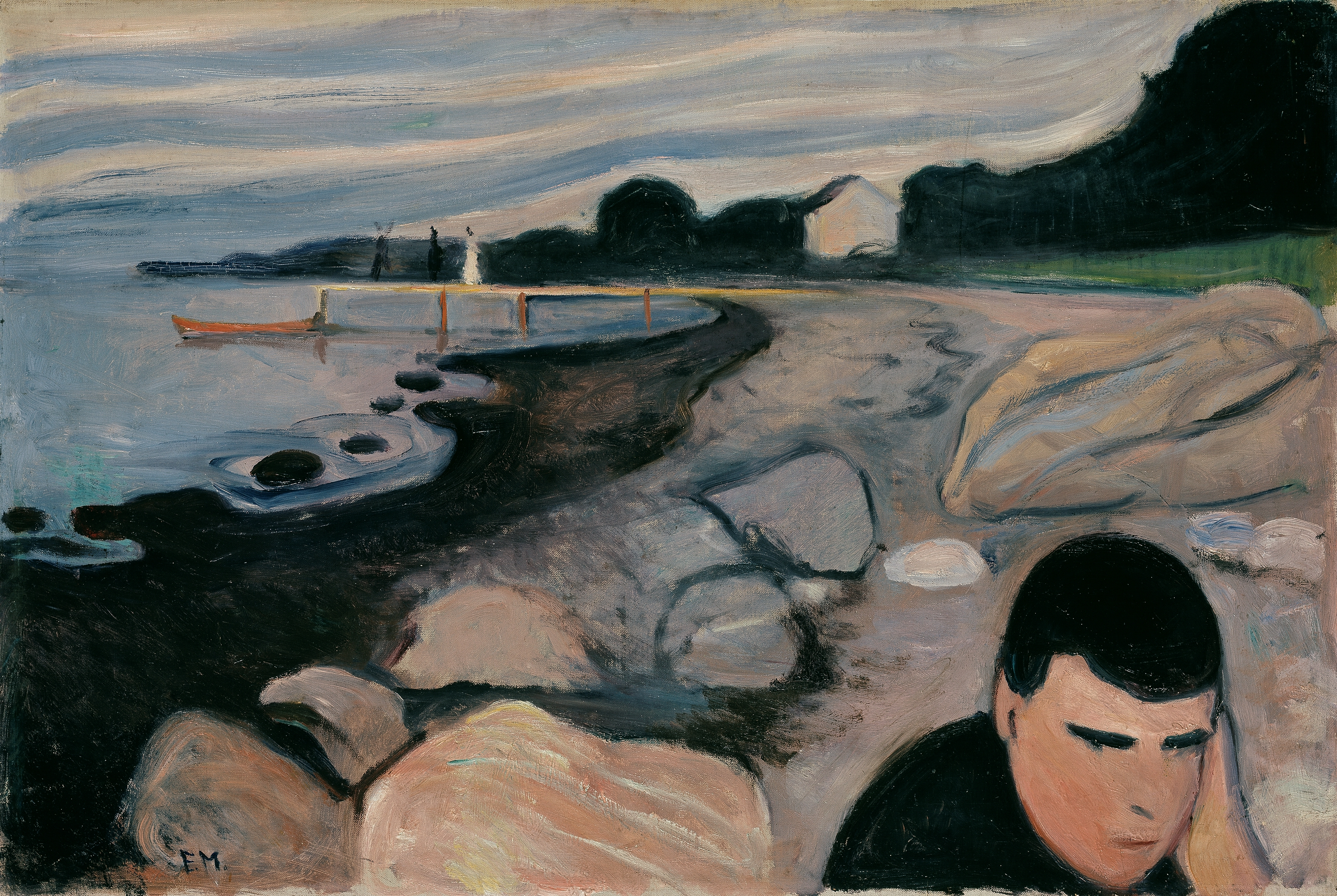
Melancholie. Öl auf Leinwand, 1892, 64 × 96 cm, Norwegische Nationalgalerie Oslo
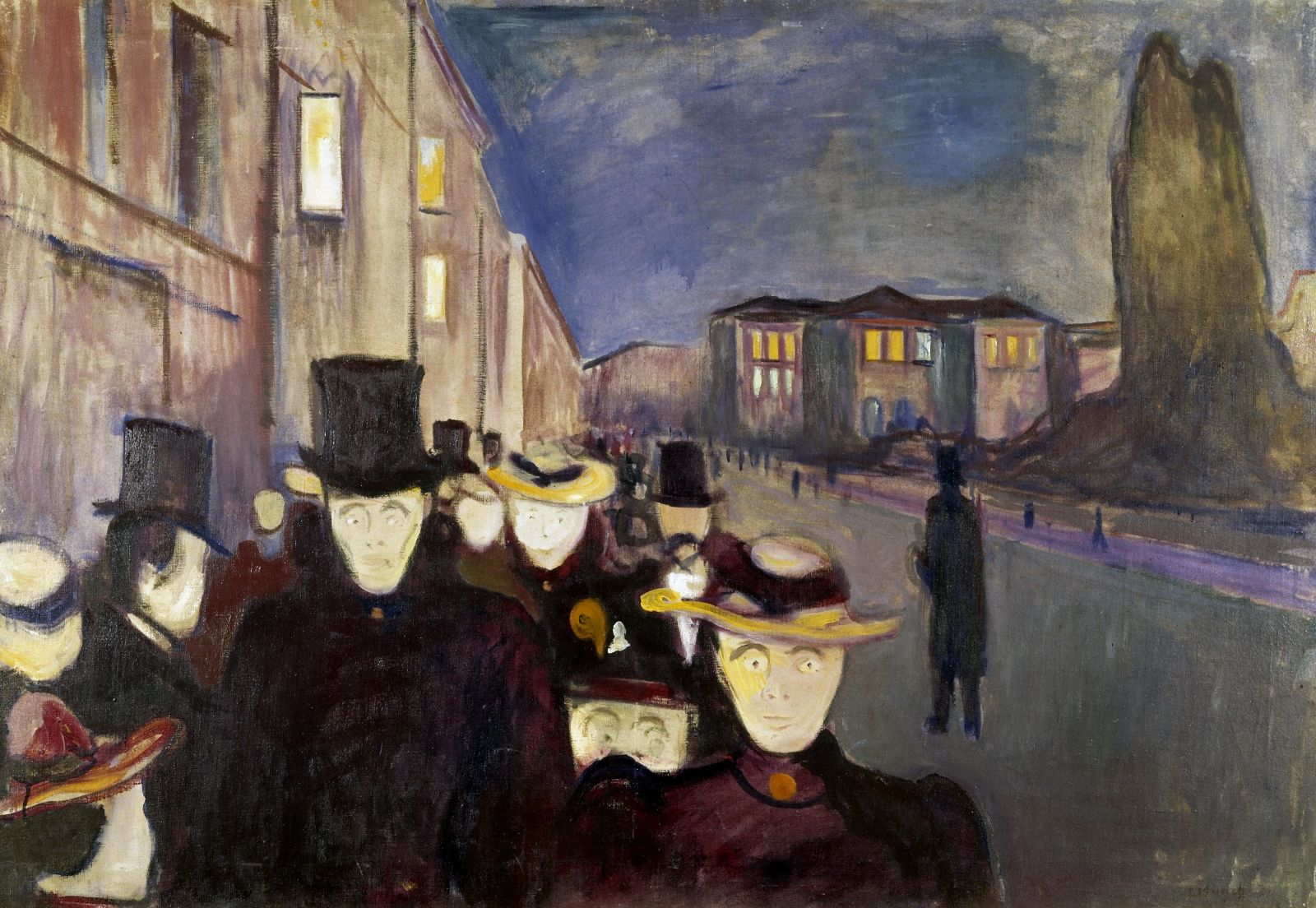
Abend auf der Karl Johans gate. Öl auf Leinwand, 1892, 84,5 × 121 cm, Kunstmuseum Bergen
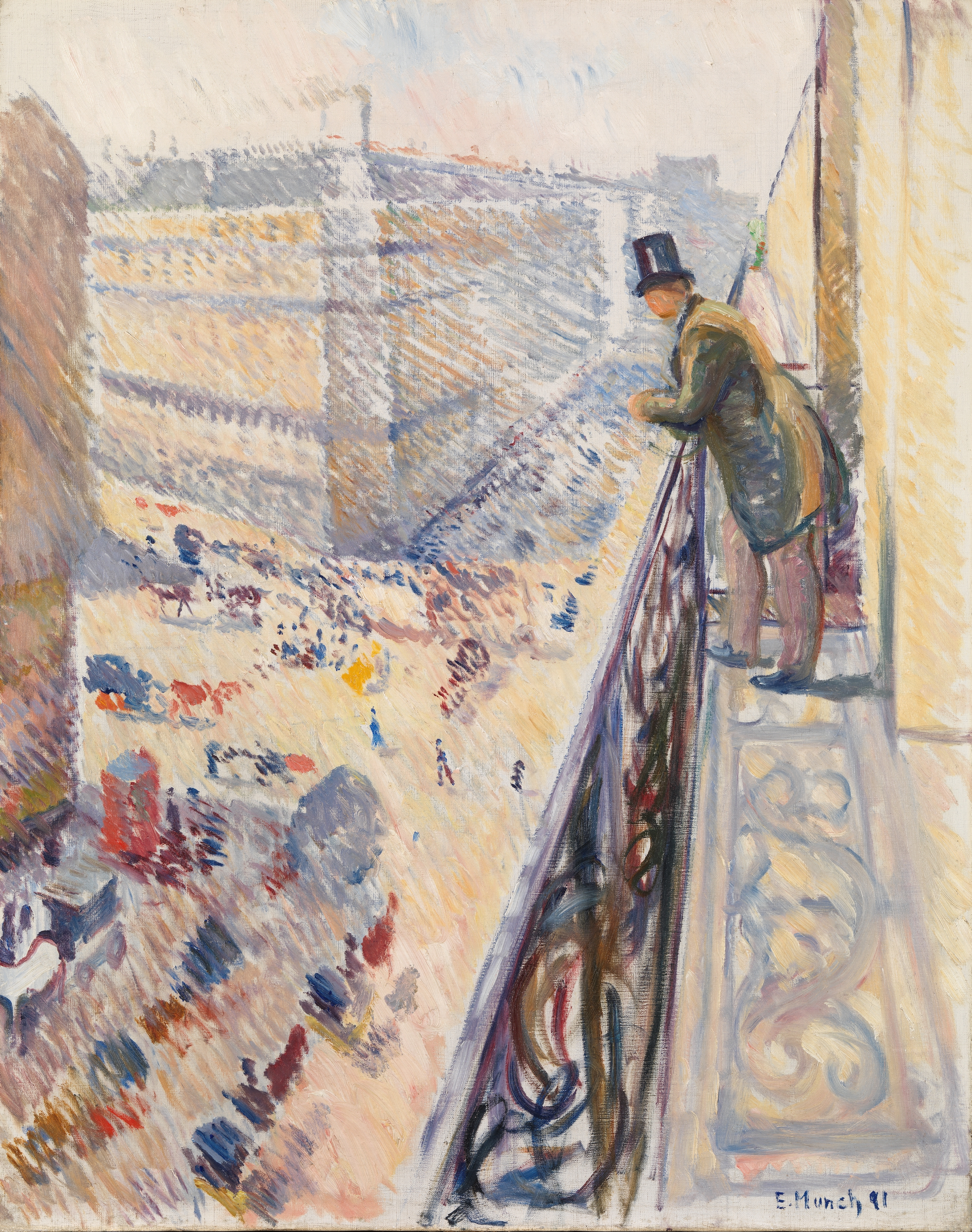
Rue Lafayette. Öl auf Leinwand, 1891, 92 × 73 cm,  Norwegische Nationalgalerie Oslo

### Landschaft als Spiegel der Seele
Der dramatische Sonnenuntergang in Verzweiflung lässt sich laut Reinhold Heller zum Teil auf die meteorologischen Besonderheiten am Oslofjord zurückführen, wo sich insbesondere im regnerischen Spätherbst Wolken und Nebelfelder bilden, die unter der Einstrahlung der tiefstehenden Abendsonne in intensiven Rot- und Gelbtönen leuchten. Zahlreiche norwegische Künstler haben dieses Wetterphänomen festgehalten. Dennoch ist die Landschaft in Verzweiflung nicht in erster Linie eine naturalistische Abbildung von äußerlichen Phänomenen, sondern sie wird zur Projektionsfläche der Gemütslage und Ängste des Malers. Es ist eine innere Realität, die er zum Vorschein bringt und die für ihn wirklicher ist als die äußere Realität. Munch bricht hier mit der Tradition des norwegischen Naturalismus und gibt die Natur nicht länger so wieder, wie sie allgemein wahrgenommen würde, sondern folgt seinen eigenen Visionen, auch und gerade wenn sie psychotische Züge annehmen.
Dargestellt wird nicht einfach ein Sonnenuntergang, sondern gemäß dem frühen Titel eine Kranke Stimmung bei Sonnenuntergang oder nach dem späten die Verzweiflung einer Person, die sich über ihre Wahrnehmung eines Sonnenuntergangs ausdrückt. Matthias Arnold formuliert: „Die Umwelt ist hier Spiegel des Psychischen, die äußere Landschaft drückt die innere Landschaft aus.“ Munch selbst brachte dies auf die Formel: „Ich male nicht, was ich sehe – sondern, was ich sah.“